# The Silencers
The Silencers est un groupe de rock écossais formé dans les années 1980.

## Histoire
Leur aventure musicale débuta à Londres en 1985 lorsque le chanteur Jimme O'Neill et ses trois amis enregistrèrent une première démo de trois titres (dont Painted moon) qu'ils proposèrent aux maisons de disques.
Les réactions furent toutes enthousiastes face à leur rock pop folk terriblement mélodique, RCA s'empressa de les signer.
Rapidement, leurs disques se retrouvèrent disques d'or. "Les Silencers" font partie de ces groupes qui ont mis le rock écossais sur le devant de la scène.
Après six albums enregistrés en studio, Jimme O'Neill et sa troupe reviennent avec leur premier disque en public qu'ils ont enregistré à Glasgow en janvier 2000 devant le chaleureux public écossais. Le live "A Night of Electric Silence" sort en 2001.
En 2004, un nouvel album studio "Come" voit le jour, suivi d'une petite tournée en France, en Suisse et en Écosse, ponctué en 2007 par un DVD live
L'aventure continue en 2008 : Jimme O'Neill sort son 1er album solo très personnel intitulé "Real".
Le nouvel album de The Silencers "Silent Highway" sort le 13 octobre 2023, précédés des singles "67 Overdrive" le 23 juin et "Whistleblower" le 22 septembre, après presque 20 ans de silence (sic!), et renvoie à l’enthousiasme des premiers opus. 
Jimme O’Neill est dorénavant installé en France, en Bretagne. Il a compris qu'avec le revival de ce qu’on qualifie désormais de « post-punk », la musique des années 80's est redevenue totalement pertinente.
Entouré cette fois de sa famille – Aura, sa fille, qui chante sur deux titres ("Silent Highway", "Onmamind"), James et Connor, ses fils – et de ses amis proches – Baptiste Brondy – batteur de Delgrès, qui a co-produit le disque - ce huitième album est enregistré à Nantes par Ben Bridgen, et mixé à Glasgow par Chris Gordon.

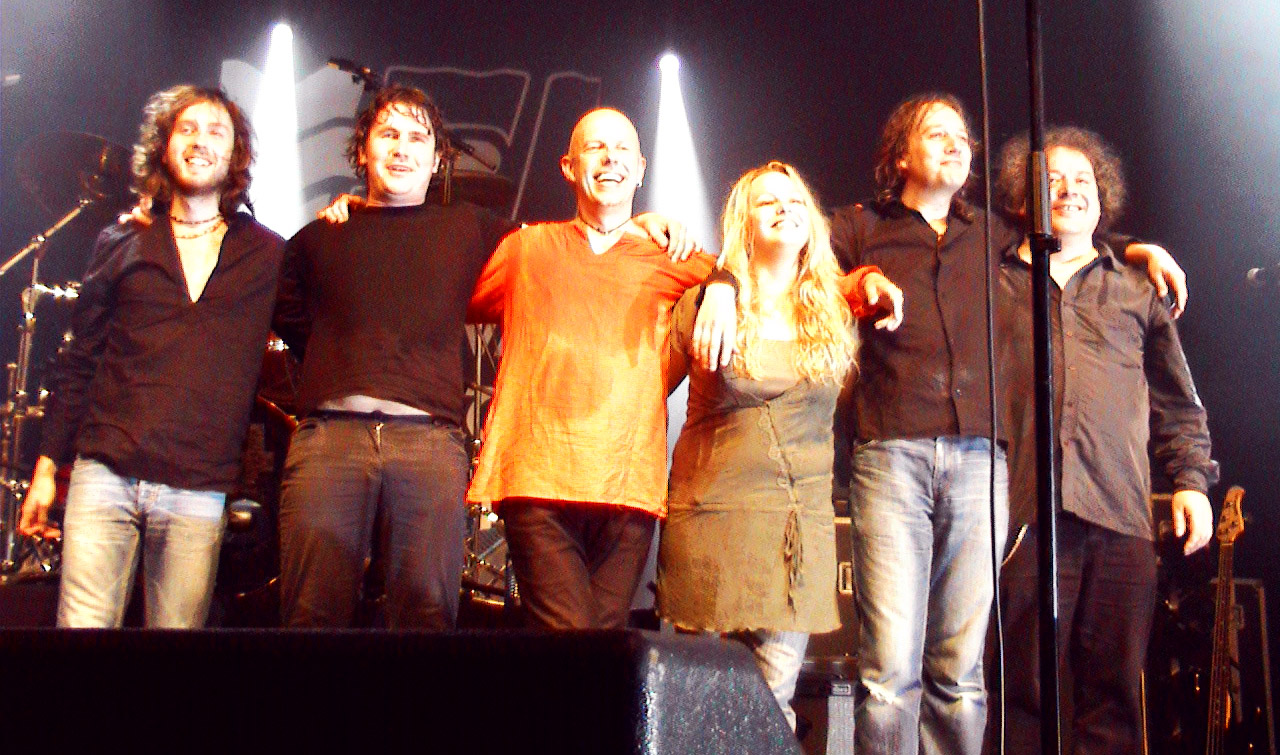
The Silencers au festival interceltique de Lorient en 2005.
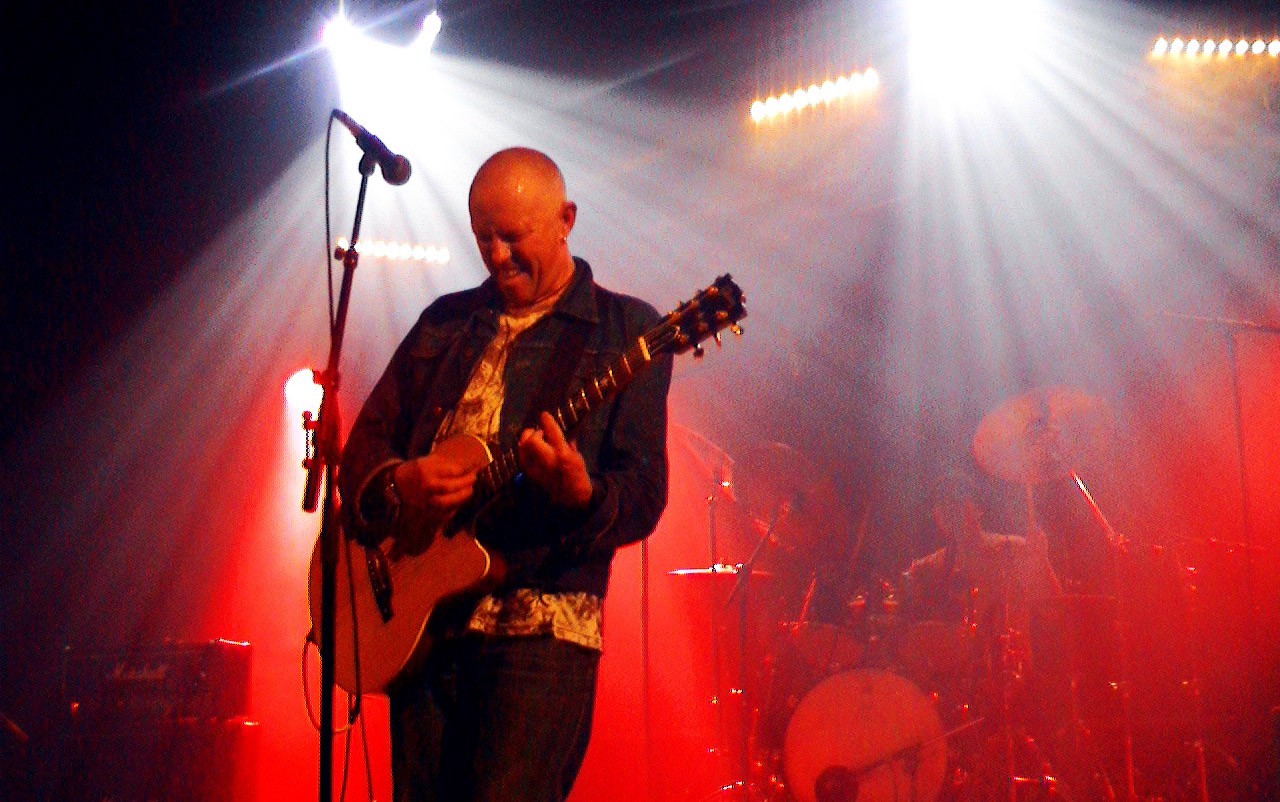
The Silencers à Vitré en 2003.
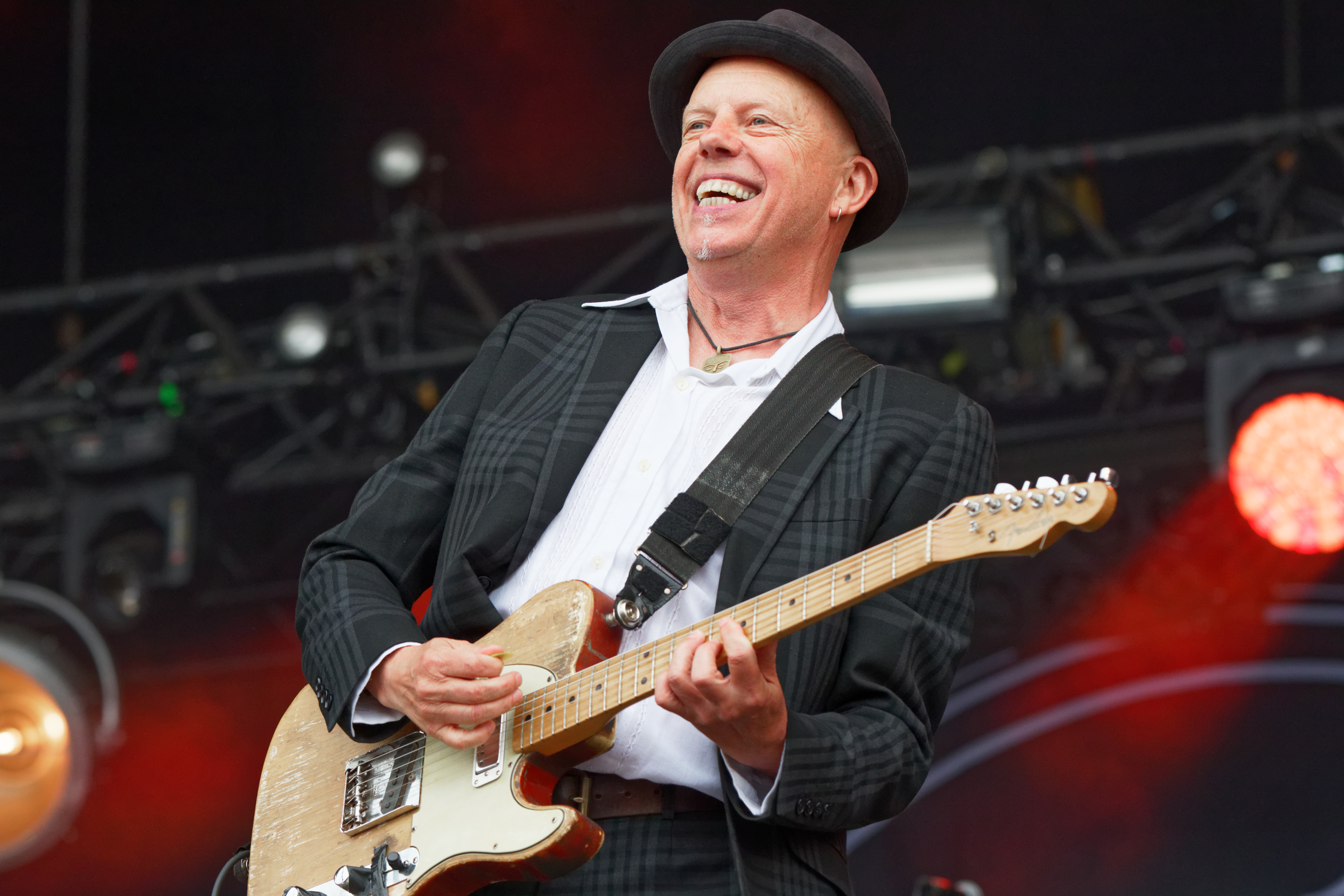
Jimme O'Neill en 2017 au festival des Vieilles Charrues.
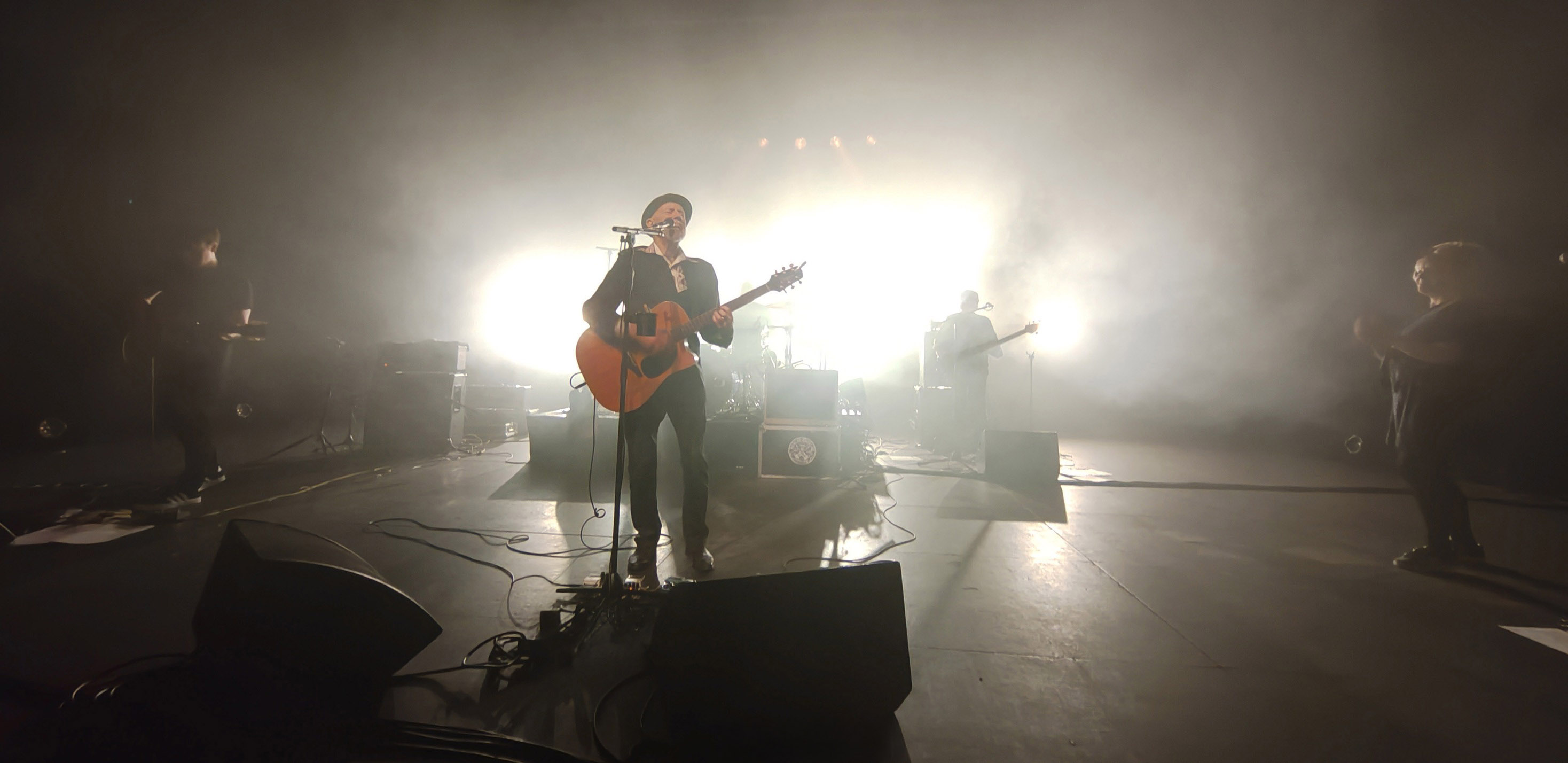
The Silencers en concert à Ploemeur en 2025.

## Discographie

### Singles
1. Painted Moon (1987) #57 UK (in 1988)
2. I Can't Cry (1987)
3. I See Red (1988) #93 UK
4. Answer Me (1988) #89 UK
5. The Real McCoy (1988) #81 UK
6. Scottish Rain (1989) #71 UK
7. Razor Blades of Love (1989)
8. I Want You (1991)
9. Bulletproof Heart (1991)
10. Hey Mr. Bank Manager (1991)
11. I Can Feel It (1993) #62 UK
12. Number One Friend (1995)
13. Something Worth Fighting For (1995)
14. 27 (1995)
15. Wild Mountain Thyme (1995)
16. Rares et Introuvables (1996)
17. Receiving (1999)
18. Partytime in Heaven (1999)
19. 67 Overdrive (2023)
20. Whistleblower (2023)